# Anton Wachterprijs
De Anton Wachterprijs is een prijs voor het beste schrijversdebuut. De prijs is vernoemd naar de hoofdpersoon in Simon Vestdijks achtdelige Anton Wachterreeks. 
De prijs werd in 1977 ingesteld door het Centraal Comité 1945 Harlingen en wordt tweejaarlijks uitgereikt. Het is de enige debuutprijs die door een vakjury wordt toegekend. De prijs bestaat uit een replica van het standbeeld van Anton Wachter van Suze Boschma-Berkhout en een geldbedrag.(2000 euro in 2020)
Tijdens de uitreiking in 2020, als al bekend is dat het Centraal Comité 1945 ophoudt te bestaan, kondigt de burgemeester van Harlingen aan dat de gemeente, de bibliotheek en een plaatselijke boekhandel voortaan deze prijs zullen gaan toekennen en uitreiken.

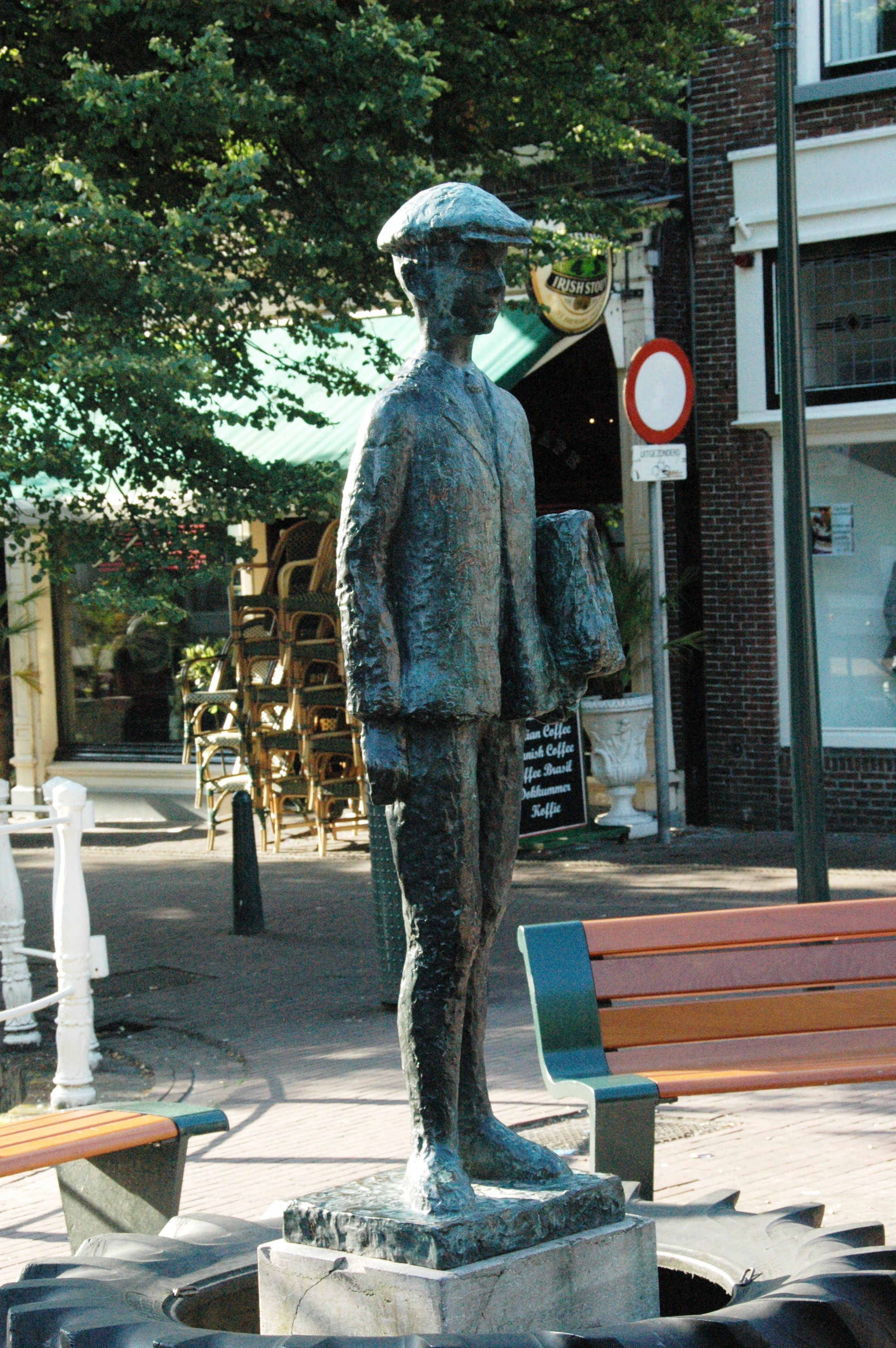
Origineel beeldje van Anton Wachter in Harlingen, Geboorteplaats van Simon Vestdijk

## Commotie
In 2000 ontstond er enige commotie rond de uitreiking van deze prijs, toen deze toegekend zou worden aan Marek van der Jagt voor het boek De geschiedenis van mijn kaalheid. Van der Jagt kwam niet opdagen voor de uitreiking. In een mail schreef hij: 'U was van plan mijn werk te bekronen, niet mijn existentie.' Er waren geruchten dat Marek van der Jagt een pseudoniem zou zijn van Arnon Grunberg. Later bleek dit gerucht bevestigd te kunnen worden en was er dus geen sprake van een debuut.

## Prijswinnaars
| Jaar | Auteur                                                     | Boek                                | ISBN code     | ISBN ebook    |
| ---- | ---------------------------------------------------------- | ----------------------------------- | ------------- | ------------- |
| 1977 | Frans Kellendonk                                           | Bouwval                             | 9789025327606 | -             |
| 1979 | Patrizio Canaponi (pseudoniem van A.F.Th. van der Heijden) | Een gondel in de Herengracht        | 9789041707598 | -             |
| 1981 | Peter Joannes Burgstedde                                   | Mijn boosaardige zuster Elektra     | 9789060051740 | -             |
| 1984 | Tessa de Loo                                               | De meisjes van de suikerwerkfabriek | 9782874272035 | 9789029577069 |
| 1986 | Wessel te Gussinklo                                        | De verboden tuin                    | 9789029048637 | -             |
| 1988 | Gijs IJlander                                              | De kapper                           | 9789020405279 | -             |
| 1990 | Herman Stevens                                             | Mindere goden                       | 9789044603514 | -             |
| 1992 | Paul Verhuyck                                              | De doodbieren                       | 9789029551120 | -             |
| 1994 | Arnon Grunberg                                             | Blauwe maandagen                    | 9789038890654 | 9789038896151 |
| 1996 | Nanne Tepper                                               | De eeuwige jachtvelden              | 9789023457398 | 9789023449645 |
| 1998 | Sipko Melissen                                             | Jonge mannen aan zee                | 9789021474649 | -             |
| 2000 | Marek van der Jagt (pseudoniem van Arnon Grunberg)         | De geschiedenis van mijn kaalheid   | 9789052269023 | -             |
| 2002 | Ilja Leonard Pfeijffer                                     | Rupert, een bekentenis              | 9789029536363 | 9789029582582 |
| 2004 | Arjan Visser                                               | De laatste dagen                    | 9789045702612 | -             |
| 2006 | Christiaan Weijts                                          | Art. 285b                           | 9789029566131 | 9789029569354 |
| 2008 | Anne-Gine Goemans                                          | Ziekzoekers                         | 9789044518924 | -             |
| 2010 | Maartje Wortel                                             | Dit is jouw huis                    | 9789023455004 | 9789023442851 |
| 2012 | Peter Buwalda                                              | Bonita Avenue                       | 9789023475705 | 9789023450108 |
| 2014 | Niña Weijers                                               | De consequenties                    | 9789025442927 | 9789025442934 |
| 2016 | Roos van Rijswijk                                          | Onheilig                            | 9789021401669 | 9789021401676 |
| 2018 | Ellen de Bruin                                             | Onder het ijs                       | 9789044634457 | 9789044634464 |
| 2020 | Annemarie Haverkamp                                        | De achtste dag                      | 9789048845309 |               |
| 2022 | Simone Atangana Bekono                                     | Confrontaties                       | 9789048867455 | 9789048842445 |
| 2024 | Tiemen Hiemstra                                            | W.                                  | 9789493168633 | 9789493320437 |